# Georg Bonigut
Georg Bonigut, auch Paul Bonigut (* 13. Dezember 1913 in Ruma, Königreich Kroatien und Slawonien, Österreich-Ungarn; † unbekannt) war ein SS-Unterscharführer, der im Zweiten Weltkrieg als sogenannter Volksdeutscher aus Jugoslawien der Waffen-SS angehörte. Von April 1944 bis Anfang August war er Lagerführer des „Zigeunerlagers Auschwitz“.
Bonigut warnte Mitte Mai 1944 ihm bekannte Häftlinge vor der geplanten Lagerauflösung, die danach am Widerstand der Häftlinge scheiterte. Das „Zigeunerlager“ wurde Anfang August 1944 liquidiert, d. h. die arbeitsfähigen Häftlinge wurden in andere Lager transportiert, die Nichtarbeitsfähigen in den Gaskammern von Auschwitz ermordet. Zu diesem Zeitpunkt hatte sich Bonigut krankgemeldet, so dass der SS-Unterscharführer Fritz Buntrock die Menschen zu den Gaskammern brachte.
Nach dem Ende des „Zigeunerlagers“ leitete Bonigut das in Oberschlesien gelegene Außenlager KL Auschwitz III Charlottengrube in Rydułtowy (deutsch Rydultau). Das Außenlager lag etwa 50 km westlich des Hauptlagers und gehörte zu den Hermann-Göring-Werken. Ab 19. September wurden hier Häftlinge aus Auschwitz eingesetzt. Bonigut wurde nach vier bis sechs Wochen durch Alfred Tschiersky als Lagerleiter ersetzt, war jedoch danach im Außenlager Charlottengrube als Rapportführer tätig und führte dort auch Verwaltungstätigkeiten aus.
Nach Kriegsende wurde gegen Bonigut in Deutschland ermittelt, das Verfahren wurde jedoch 1982 eingestellt.